# Gramercy
Gramercy é uma cidade  localizada no estado americano de Luisiana, na Paróquia de St. James.

## Demografia
Segundo o censo americano de 2000, a sua população era de 3066 habitantes.
Em 2006, foi estimada uma população de 3298, um aumento de 232 (7.6%).

## Geografia
De acordo com o United States Census Bureau tem uma área de
5,5 km², dos quais 5,4 km² cobertos por terra e 0,1 km² cobertos por água.

## Localidades na vizinhança
O diagrama seguinte representa as localidades num raio de 16 km ao redor de Gramercy.